# Парк Скадовського будинку відпочинку
Парк Скадовського будинку відпочинку — парк-пам'ятка садово-паркового мистецтва місцевого значення. Об'єкт розташований на території Скадовського району Херсонської області, м. Скадовськ.
Площа — 12 га, статус отриманий у 1964 році.